# おっぱいジョッキー
『おっぱいジョッキー』は、原作：チャーリー☆正、作画：木山道明による日本の漫画作品。『別冊ヤングマガジン』（講談社）より移籍し、『週刊ヤングマガジン』（講談社）にて連載された。単行本は全11巻。

## 概要
巨乳の騎手・藤枝ミキの活躍と奮闘を描く競馬漫画。
生半可な成年向け漫画が裸足で逃げ出すほどの下品な性的描写が特徴。
原作者の「チャーリー☆正」とは共同ペンネームであり、メンバーのひとりは競馬評論家の花岡貴子である。

## 登場人物
藤枝ミキ
安井厩舎所属。Jカップの巨乳。調教一つとってもまともにできない。
加藤鉄郎
栗東所属のフリー騎手。
北山直樹
勝俣鳩舎所属。期待のホープ。デビュー半年で40勝。
松本徹
競馬ナイントラックマン。
安達隆志
同じく、競馬ナイントラックマン。